# Ius liberorum
En Derecho romano, se conoce como ius liberorum al régimen excepcional, establecido por Augusto en sus leges caducariae, que favorece a quienes han tenido un cierto número de hijos, excluyéndolos de las sanciones relativas a la capacidad sucesoria que las leges caducariae establecieron. Aunque beneficiaba tanto a varones como a mujeres, las noticias son más abundantes respecto de estas. Además, el régimen se aplicaba tanto a ingenuos como a libertos. El ius liberorum se comprende mejor si se tiene en cuenta que las leges caducariae, concretamente, las leyes Iulia et maritandibs ordinibus et Pappia Poppaea, establecían una serie de restricciones a la testatmentifactio pasiva a quienes no tenían hijos o los tenían en número insuficiente.
Como se adelantó, conocemos mejor al ius liberorum en cuanto las mujeres fueron sus principales beneficiarias. A éstas el ius liberorum les era concedido en atención al número de hijos que tenían. Si eran ciudadanas, lo obtenían si daban a luz tres hijos vivos; si eran libertas, en el caso en que los nacidos vivos fuesen cuatro. El beneficio fue progresivamente ampliándose. Así, en virtud del senadoconsulto Tertuliano, las mujeres que tenían el ius liberorum pudieron suceder al hijo sui iuris que carecía de sui heredes, concurriendo con las hermanas consanguíneas del causante.
A los hombres, en cambio, el ius liberorum les daba la posibilidad de acceder a magistraturas sin que les fuesen exigibles ciertos plazos generales. El principal beneficiario del ius liberorum era el pater solitarius, expresión con que se denominaba a los varones que carecían de esposa, sea por viudedad, sea por divorcio, pero que tenían a lo menos a un hijo.
- Datos: Q5923240